# La Arboleja
La Arboleja es una pedanía perteneciente al municipio de Murcia (España). Cuenta con una población de 2.094 habitantes (INE 2019) y una extensión de 1,624 km².

## Geografía
La Arboleja se sitúa al oeste de Murcia y se encuentra encuadrada dentro de una zona con pequeñas pedanías. 
Limita con las siguientes pedanías:
- Al Norte: Guadalupe y La Albatalía.
- Al Oeste: Rincón de Seca (separada por el Río Segura).
- Al Este: barrios murcianos de San Antolín y San Pedro (separados por la autovía A-7).
- Al Sur: Rincón de Seca y barrios murcianos de El Carmen y la Purísima (separados ambos por el río Segura).

## Historia

### Denominación
La denominación de La Arboleja es de origen árabe. Según Robert Pocklington, el término deriva de al-Walaÿa, que según lo define E. Terés significaría «lengua llana de tierra que queda en el interior del recodo de un río». El profesor Torres Fontes añade a ello que esta terminología se aplica a algunas tierras con esta característica, como lo eran la Alhualeja de Aljouff, la Alhualeja d ´Almunia, o la Algualeja Tarromana. Según el mismo, la Alhualeja de Aljouff se trataría de la actual La Arboleja.
Según Pocklington, hay documentos del siglo XIV donde el topónimo aparece como “El Algualeja”. En el siglo XV pasaría a denominarse “La Algualeja” y desde el siglo XVIII “La Arboleja”.

### El Malecón
La Arboleja se encuentra en la llamada “huerta nueva”, donde había un puente moro que cruzaba el Río Segura y la comunicaba con el camino del Albadel.
Al estar situada junto al río, las riadas han sido un serio problema a lo largo de su historia. Se piensa que desde el siglo XIV se construyó un muro de contención en esta zona para proteger a Murcia de las mismas. Se trata de El Malecón, del que se tienen pruebas de su existencia desde principios del siglo XV. A lo largo de los años esta estructura ha sufrido diversos cambios. En 1653, después de la riada de San Severo, el Concejo decidió reforzarla y enderazar asimismo el río.
Su estado actual se debe a la reforma que tuvo lugar a mediados del siglo XVIII en tiempos del Cardenal Belluga. Se le dotó de un paseo superior y otro inferior destinado al paso de carruajes. En 1737, se dictaron las “Ordenanzas del Malecón”, que iban destinadas a asegurar su conservación, con prohibiciones como la de barrerlo con escoba, plantar arbolado, amontonar estiércol en sus proximidades o circular sobre animales.
A finales del siglo XVIII se dividió la población en dos partidos: La Arboleja y Belchí. Belchí estaría constituida por las tierras regadas por la acequia de Belchí que, según Pocklington, se conocían como Eras de Belchid, nombre surgido de la Puerta de Belchit, que era uno de los lugares de acceso a Murcia.

## Demografía
Según el censo de población que el Conde de Floridablanca mandó realizar en 1809, la población era de 994 personas.
Durante la segunda mitad del siglo XX, su demografía ha sido muy irregular con periodos de crecimiento (años 1950) y periodos de retroceso (años 1970). A partir de la década de los 90, su población se ha estabilizado en torno a los 2200 habitantes.

## Economía
El sector que emplea a más gente es el de servicios, seguido por la industria y, en menor medida, la construcción y la agricultura.

## Paisaje
Debido al minifundio que se practica en la huerta, el paisaje tradicional de La Arboleja es el de casas típicamente huertanas. En los últimos años, se han añadido numerosos chalets que se encuentran rodeados de huertos y bancales donde aún se cultivan los productos tradicionales de la huerta murciana: a saber, variedad de productos hortícolas, como el pimiento o el tomate, y de frutos de árboles leñosos, como el melocotón, albaricoque, almendra, naranjos y limoneros..

## Folclore
En La Arboleja, al estar enclavada en plena huerta murciana, son típicas las manifestaciones propias de la misma. Prueba de ello son las peñas huertanas de La Cetra y El Salero, que tienen sede en esta localidad.
La Arboleja dispone de Fiestas Populares que se celebran en junio, empezando el viernes anterior al día de San Juan y terminando el domingo posterior de dicho día. 
En las fiestas se realizan diferentes actividades desde la actuación de los grupos de baile autóctonos de "La Cetra" y "El Salero", obras de Teatro llevadas a cabo por la asociación de Mujeres, noches de música amenizadas por disco móvil y orquestas y días de juegos para los niños y los abuelos como la fiesta de la espuma o la hoguera de San Juan.

## Gastronomía
La gastronomía de La Arboleja corresponde a la típica huertana, basada en productos frescos locales, consumidos en muchos casos con poca modificación y empleando aceite de oliva. Cabe destacar:
- Zarangollo, un revuelto de cebolla, calabacín y huevo.
- Ensalada murciana, una ensalada basada en el tomate, la cebolla, el atún, el huevo y olivas.
- Olla gitana, un potaje de garbanzos con verdura variada e incluso fruta, como las peras.
- Gachasmigas, un tipo de migas de harina acompañadas de embutido variado de cerdo.
- Arroz y conejo, un tipo de paella, que se suele hacer en domingo, días de fiesta o para festejar, con conejos criados en la huerta.